# Olle Petrusson
Olle Petrusson   (Nälden, 14 de novembre de 1943) és un biatleta suec, ja retirat, que va competir durant les dècades de 1960 i 1970.
El 1968 va prendre part en els Jocs Olímpics d'Hivern de Grenoble, on guanyà la medalla de bronze en el relleu 4x7,5 quilòmetres del programa de biatló. Va formar equip amb Lars-Göran Arwidson, Tore Eriksson i Holmfrid Olsson. En aquests mateixos Jocs fou dinovè en la cursa dels 20 quilòmetres. Quatre anys més tard, als Jocs de Sapporo, va disputar dues proves del programa de biatló, en les quals no aconseguí cap medalla. En el seu palmarès també destaquen dues medalles de bronze al Campionat del món de biatló.